# 최면 (2021년 영화)
《최면》은 2021년에 개봉한 대한민국의 영화이다. 

## 캐스팅
- 이다윗 : 도현 역
- 조현 : 현정 역
- 김도훈 : 병준 역
- 남민우 : 찬규 역
- 김남우 : 진호 역
- 김민준 : 승민 역
- 문호진 : 원장 역
- 박광복 : 형사 역
- 서지미 : 여강사 역
- 이상희 : 자운병원관리인 역
- 김남진 : 현정 최면사 역
- 장유빈 : 인터뷰 여 역
- 이태환 : 인터뷰 남 역
- 최혜진 : 도현 여선배 역
- 고병완 : 의대 질문 학생 역
- 손병호 : 최 교수 역 (특별출연)
- 서이숙 : 여교수 역 (특별출연)